# Захаров Петро Панасович
Петро Панасович Захаров (нар. 1903, село Хомутово Стрілецької волості Мценського повіту Орловської губернії, тепер Орловської області, Російська Федерація — 1977, місто Брянка, тепер Луганської області) — український радянський партійний діяч, 2-й секретар Ворошиловградського обкому КП(б)У.

## Біографія
Народився у родині робітника. У червні 1915 — травні 1919 року — носій лампи шахти Прохоровського рудника Області Війська Донського. У травні 1919 — травні 1920 року — робітник радгоспу в Мценському повіту Орловської губернії.
У травні 1920 — лютому 1923 року — відбійник коксових печей у місті Макіївці на Донбасі. У лютому 1923 — жовтні 1925 року — вибійник шахти у місті Макіївці.
Член ВКП(б) з вересня 1925 року.
У жовтні 1925 — лютому 1928 року — агітатор-пропагандист, секретар партійного комітету шахти, у лютому — жовтні 1928 року — десятник вентиляції шахти «Софія» у місті Макіївці на Донбасі.
У жовтні 1928 — липні 1929 року — агітатор-пропагандист Дворічанського районного комітету КП(б)У Куп'янського округу.
У липні 1929 — вересні 1933 року — викладач Макіївської школи гірничопромислового навчання. У 1932 році закінчив заочно гірничий технікум при Донецькому гірничому інституті.
У вересні 1933 — жовтні 1934 року — завідувач шахти № 3 «Моспинська» у місті Макіївці на Донбасі. У жовтні 1934 — червні 1935 року — начальник дільниці шахти «Донецька» у селищі Урало-Кавказ на руднику Сорокине на Донбасі.
У червні 1935 — серпні 1937 року — викладач школи гірничопромислового навчання на руднику Краснодон Донецької області. У серпні — листопаді 1937 року — завідувач навчально-виробничої частини і партійний організатор школи гірничопромислового навчання на руднику Краснодон Донецької області.
У листопаді 1937 — травні 1938 року — виконувач обов'язків 1-го секретаря Краснодонського районного комітету КП(б)У Донецької області. У травні — червні 1938 року — 1-й секретар Краснодонського районного комітету КП(б)У Донецької області.
У червні 1938 — лютому 1939 року — 3-й секретар Ворошиловградського обласного комітету КП(б)У.
У лютому 1939 — січні 1940 року — 2-й секретар Ворошиловградського обласного комітету КП(б)У.
У січні 1940 — березні 1941 року — заступник голови виконавчого комітету Ворошиловградської обласної ради депутатів трудящих.
У березні 1941 — лютому 1942 року — заступник керуючого тресту «Брянськвугілля» у місті Кадіївці Ворошиловградської області.
У 1942 році евакуйований в Казахську РСР. У лютому — липні 1942 року — начальник вентиляції шахти імені Горького в місті Караганді Казахської РСР. У липні — вересні 1942 року — секретар партійного бюро шахти імені Горького в місті Караганді. У вересні 1942 — серпні 1943 року — секретар партійного бюро шахти № 33-34 в місті Караганді.
У серпні 1943 — листопаді 1946 року — 1-й секретар Кіровського районного комітету КП(б) Казахстану у місті Караганді.
У листопаді 1946 — січні 1948 року — заступник голови виконавчого комітету Кадіївської міської ради депутатів трудящих Ворошиловградської області.
У січні 1948 — квітні 1949 року — партійний організатор ЦК ВКП(б), а у квітні 1949 — листопаді 1951 року — помічник головного інженера на шахті № 6/6 «біс» Брянського рудника Ворошиловградської області.
У листопаді 1951 — жовтні 1952 р. — заступник директора з навчальної частини Брянського гірничопромислового училища № 1 Ворошиловградської області.
У жовтні 1952 — серпні 1953 року — інженер відділу нормування, в серпні — жовтні 1953 року — гірничий майстер, у жовтні 1953 — травні 1956 року — десятник, у травні 1956 — лютому 1960 року — гірничий диспетчер шахти № 6/6 «біс» Брянського рудника селища Брянки Луганської області.
З лютого 1960 року — на пенсії у місті Брянці Луганської області. Помер в лютому 1977 року.

## Нагороди
- орден Трудового Червоного Прапора (1943)
- ордени
- медалі